# Rathaus Pirna

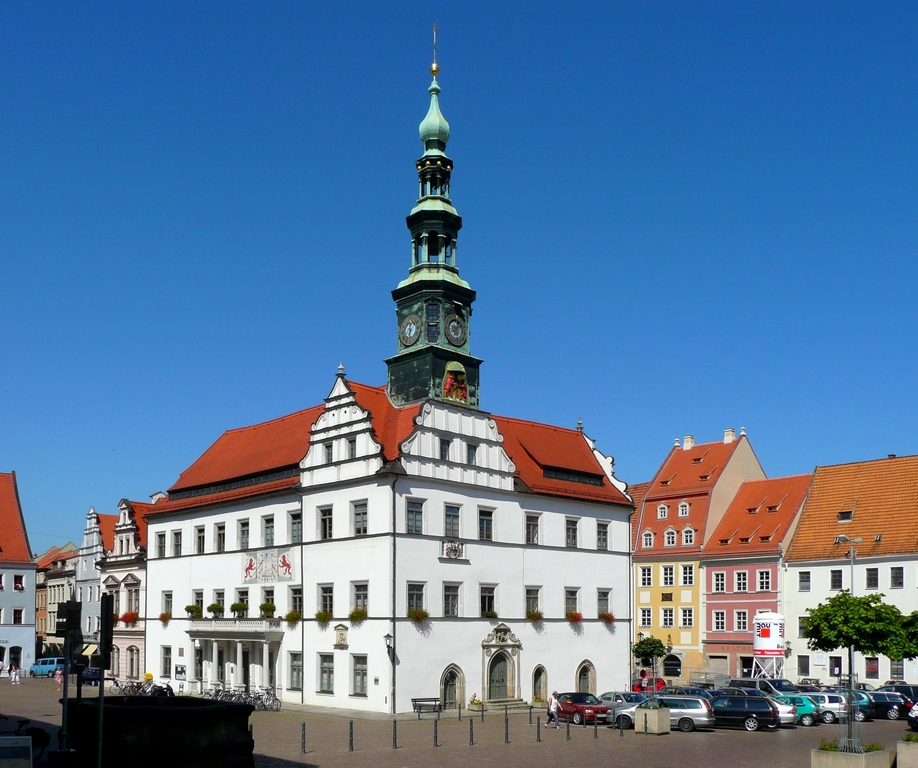
Rathaus Pirna

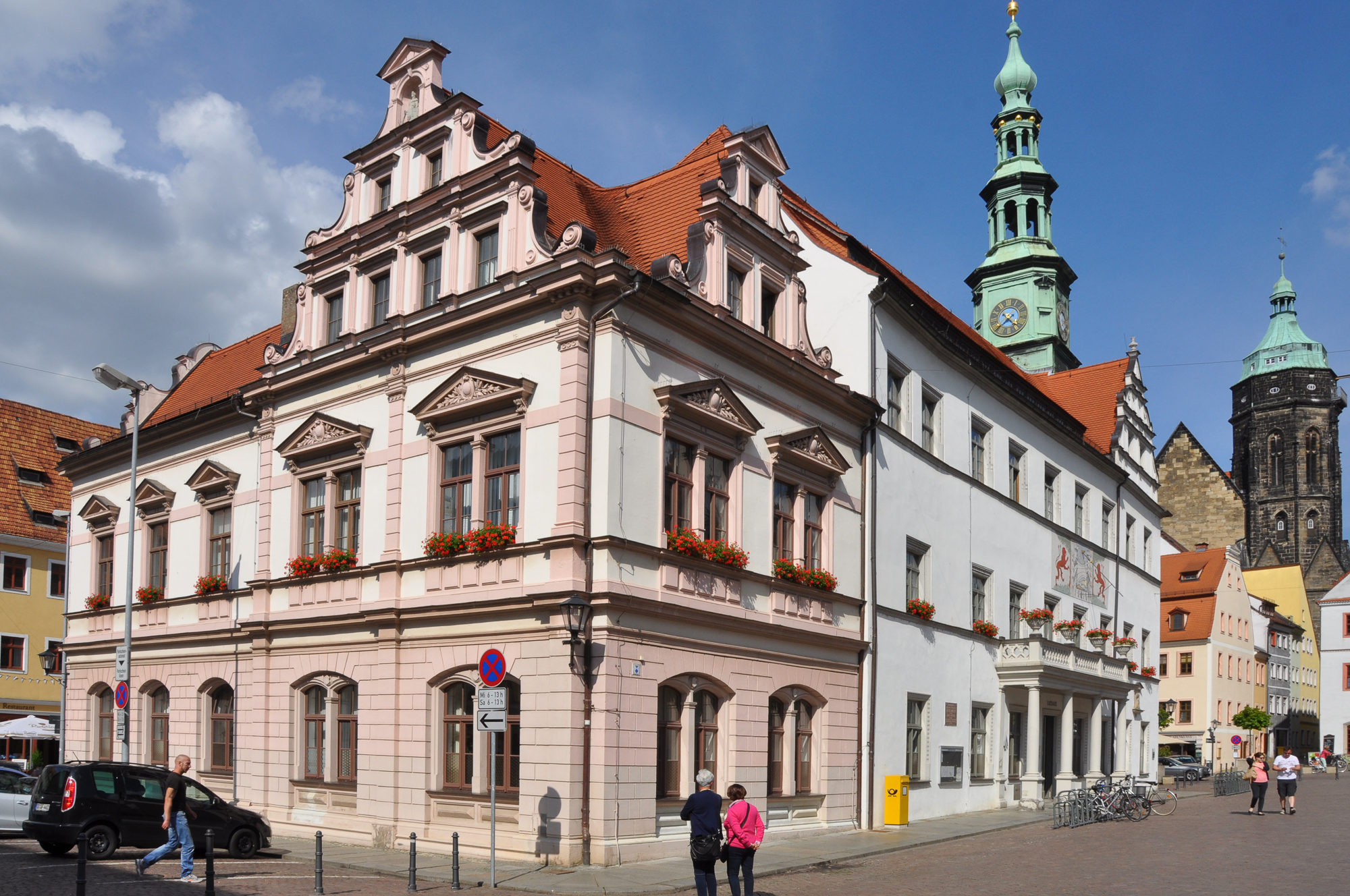
Erweiterungsbau an der Südwestecke

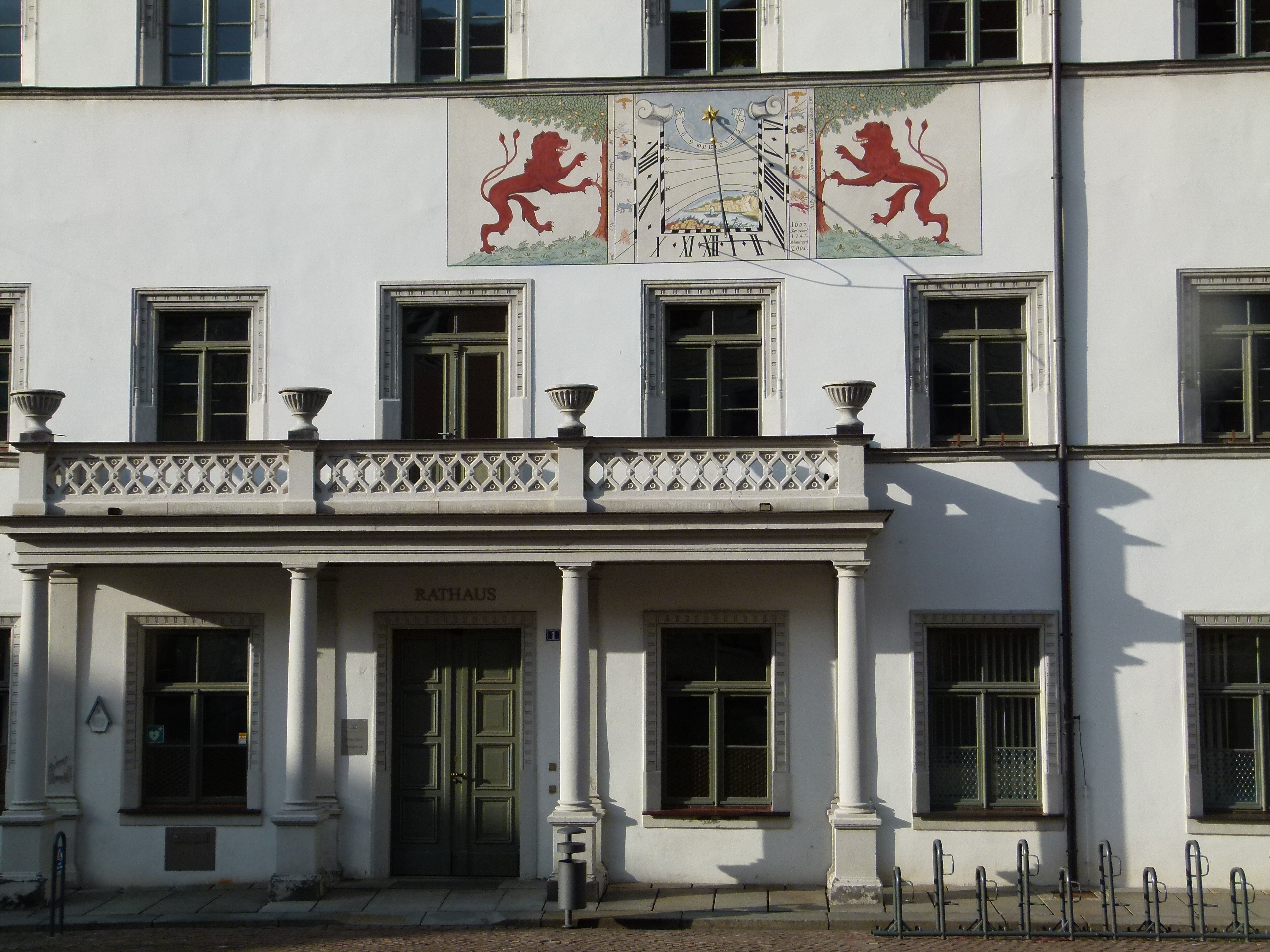
Sonnenuhr an der Südseite

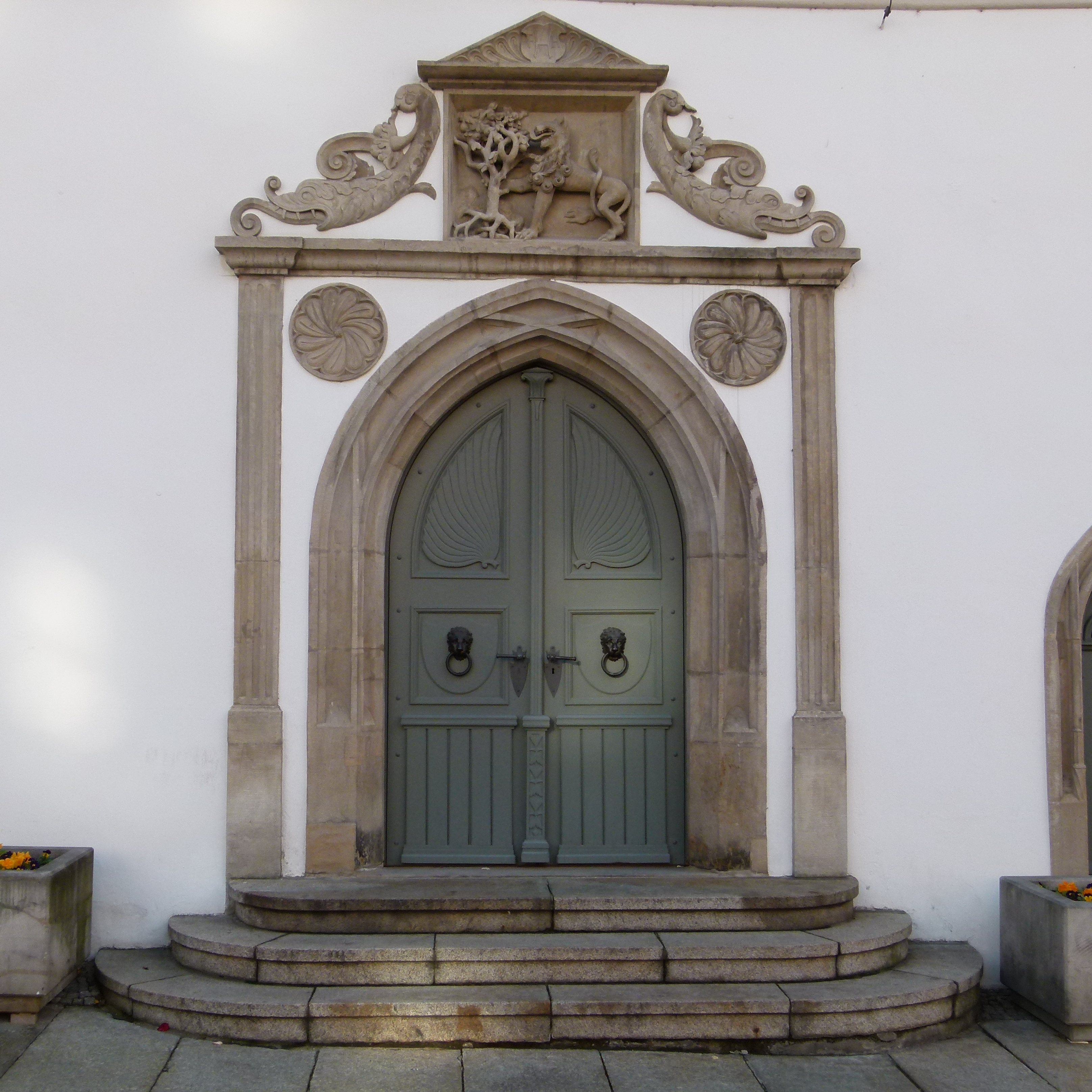
Haupteingang

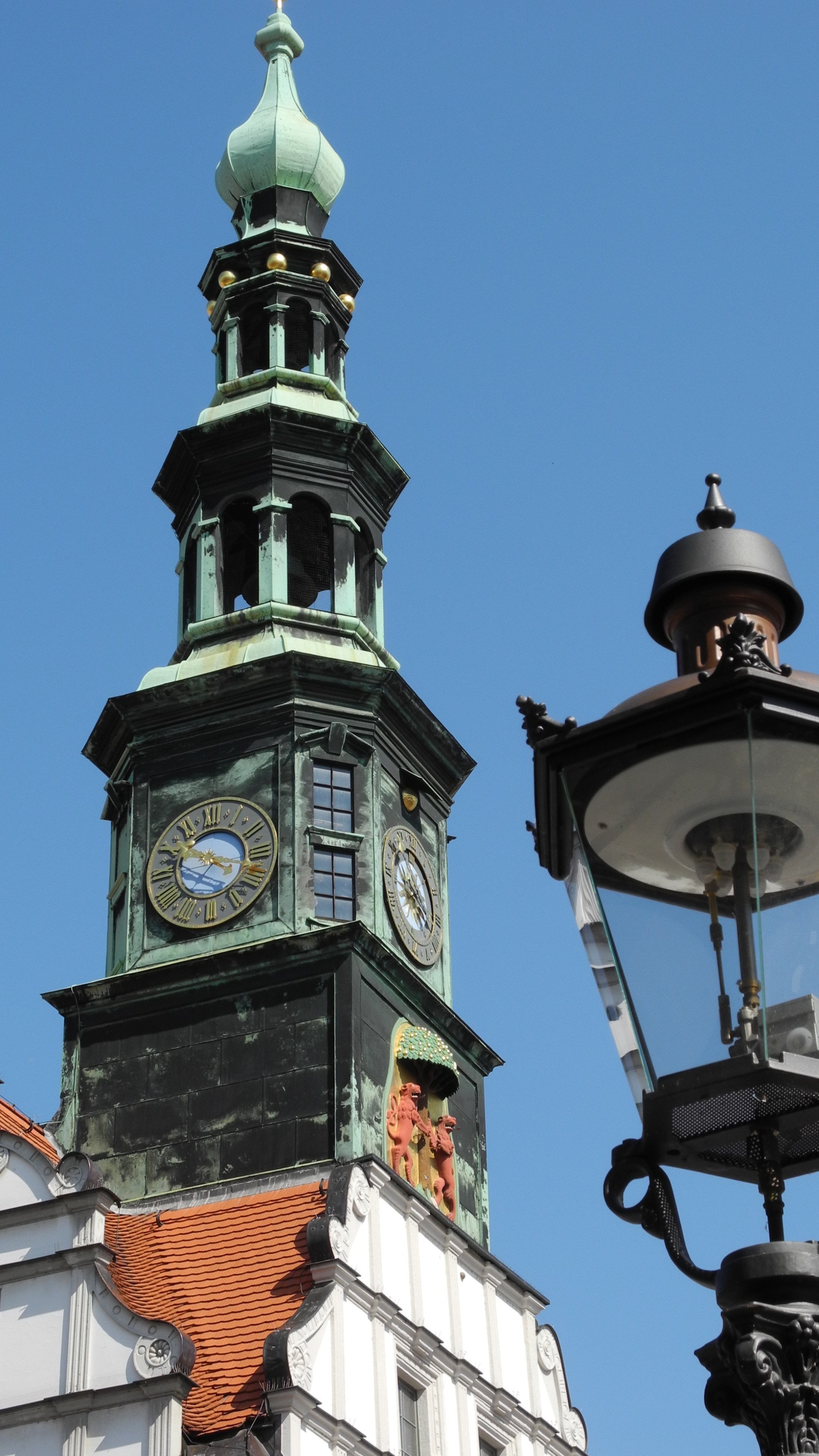
Dachreiter mit astronomischer Uhr

Das Rathaus Pirna ist ein später mehrfach umgebautes Renaissancegebäude auf dem Marktplatz der Stadt Pirna in Sachsen. Es ist der Hauptsitz der Stadtverwaltung und prägt das Stadtbild der Altstadt von Pirna.

## Geschichte
Das Rathaus in Pirna ist ein freistehendes Gebäude in der Mitte des Marktes im Stil der Renaissance und wurde barock umgebaut. Eine Erweiterung erfolgte im Stil der deutschen Neorenaissance. Das Pirnaer Rathaus ist im Kern eines der ältesten Gebäude der Stadt, es wurde erstmals 1386 genannt. Nach einem Brand entstand es 1486 als Neubau im spätgotischen Stil; davon zeugt das Hauptportal an der Ostseite. In den Jahren 1555/1558 erfolgte ein grundlegender Umbau des dreigeschossigen Gebäudes durch Wolf Blechschmidt. Von diesem Umbau blieben die prägenden Renaissance-Giebel, die Fenstergewände sowie die das Gebäude gliedernden Gesimse erhalten. 
Nach erneutem Brand im Jahr 1581 wurde das Bauwerk bis um 1597 wiederhergestellt. Die im Westen liegende Ratswaage, vermutlich aus der Zeit um 1600, erhielt ihren Giebel 1611/1612.
Im Jahr 1718 und im Jahr 1819 wurde der Dachreiter über dem Ostende des Südflügels erneuert. Über Jahrhunderte hinweg war das Rathaus mehr Handels- als Verwaltungshaus. Es bot den Fleischern, Bäckern und Tuchmachern feste Verkaufsstände und -räume. Daneben beherbergte es den Ratssaal sowie Archiv- und Kämmereizimmer. Mit Einführung der Sächsischen Städteordnung (1832) stieg der Platzbedarf der Verwaltung, so dass die Fleischbänke durch Georg Aster 1878 abgebrochen und an der West- und Nordseite durch einen Erweiterungsbau im Stil der Neorenaissance ersetzt wurden. Noch bis zum Beginn des 20. Jahrhunderts befanden sich Geschäfte und Läden im Erdgeschoss.  Das Gebäude wurde im Zuge der Stadtsanierung zwischen 1991 und 1997 grundlegend renoviert.

## Architektur
Der ältere Teil des Rathauses mit hakenförmigem Grundriss aus zwei sich durchdringenden Flügeln ist noch durch den Umbau durch Wolf Blechschmidt bestimmt. Dieser Teil ist gekennzeichnet durch glatte Wandflächen und schmalen Gesimsen, auf denen die profilierten Fenster angeordnet sind. Die mehrstufigen Volutengiebel sind mit kannelierten Lisenen versehen. 
Über dem Ostgiebel des Südflügels ist der turmartige Dachreiter mit einer mehrfach erneuerten astronomischen Uhr mit darüberliegender Mondphasenanzeige angeordnet. Darunter befindet sich das Stadtwappen. Darin schlägt der linke Löwe zu jeder Viertelstunde und der rechte Löwe zu jeder vollen Stunde beim Glockenschlag mit den Tatzen an den Baumstamm. Beide Löwen bewegen dazu ihre Zunge. Die östliche Seite der Uhr verfügt noch über ein Renaissance-Zifferblatt, bei dem der lange Zeiger die Stunden und der kleine Zeiger die Minuten anzeigt. Der achtseitige Helm mit doppelter Laterne endet in einer schlanken Zwiebelhaube. 
An der Ostseite liegt der Haupteingang mit flacher Einrahmung durch eine Ädikula mit kannelierten Pilastern und einer Bekrönung durch Delphine um das Relief mit dem Stadtwappen und dem Monogramm F. H. im Giebel. Das Portal selbst wie auch die seitlich gelegenen Zugänge mit gekehlten Gewänden und sich durchdringendem Stabwerk gehören der spätesten Gotik an.
Unter dem zweiten Obergeschoss befindet sich das kursächsische Wappen vom früheren Erker, das 1577 durch Nickel Leffer geschaffen wurde.
Die 1822 stark veränderte Längsseite des Südflügels ist mit einem Altan versehen, dessen vier Säulen vom Schutzdach für die Läden von der Ostseite des Rathauses stammen. Über dem Erdgeschoss ist das Reliefbildnis des Bürgermeisters Lorenz Fuchs aus dem Jahr 1551 angebracht, das vom Haus Am Markt 19 stammt. Zwischen dem ersten und dem zweiten Stockwerk ist ein gusseisernes Stadtwappen von 1686 angeordnet.
Der neue Teil des Rathauses wurde 1879 unter Einbeziehung der ehemaligen Stadtwaage erbaut und ist im Untergeschoss rustiziert, auf der Nordseite mit einem flachen, durch einen Giebel bekröntem Mittelrisalit versehen. Die gekuppelten Fensterpaare im Erdgeschoss sind stichbogig, die des Obergeschosses hochrechteckig mit kräftig profilierten Dreiecksgiebeln. Die Volutengiebel sind in Anlehnung an den alten Teil des Rathauses gestaltet. 
Das Innere wurde weitgehend verändert. Aus dem späten Mittelalter stammt ein tonnengewölbter Raum im Ostteil des Südflügels mit hoch sitzenden Lichtschlitzen, möglicherweise früher die Trinkstube. In der Nordhälfte des Ostflügels liegt im Erdgeschoss ein Raum mit weitgespanntem Parallelrippengewölbe.